# 10261 Nikdollezhalʹ
A 10261 Nikdollezhalʹ (ideiglenes jelöléssel 1974 QF1) a Naprendszer kisbolygóövében található aszteroida. Ljudmilla Vasziljevna Zsuravljova fedezte fel 1974. augusztus 22-én.